# Zeitgeist
Zeitgeist (pronunciado /ˈt͡saɪ̯tˌgaɪ̯st/ (escucharⓘ)) es una palabra en alemán que puede traducirse al español como «espíritu del tiempo», «espíritu del momento» o «espíritu de la época». Hace referencia al clima, ambiente o atmósfera intelectual y cultural de una determinada era.
Es un término que se refiere a las características distintivas de las personas que se extienden en una o más generaciones posteriores y cuya visión global, a pesar de las diferencias de edad y el entorno socioeconómico, prevalece para ese particular período de la progresión sociocultural. Zeitgeist es la experiencia de un clima cultural dominante que define, particularmente en el pensamiento hegeliano, una era en la progresión dialéctica de una persona o el mundo entero. 
El concepto de Zeitgeist está asociado a la filosofía de la historia de Hegel. En 1769 Herder escribió una crítica de la obra Genius Seculi, escrita por el filólogo Christian Adolph Klotz, e introdujo en alemán la palabra Zeitgeist como traducción de genius seculi (en latín: genius - "espíritu guardián" y saeculi - "del siglo"). Los románticos alemanes, habitualmente tentados a reducir el pasado a su esencia, trataron el Zeitgeist como un personaje histórico por derecho propio, en lugar de usarlo como un instrumento meramente conceptual.  
Se introduce aquí una comparación entre el estado de un individuo y el espíritu de una nación. En el proceso de su formación, el individuo sufre varios cambios sin perder su identidad. Como una parte de la historia mundial, una nación —exhibiendo una cierta tendencia expresada en su Volksgeist— tiene su rol en el proceso total de la historia mundial. Pero una vez que contribuye a la historia mundial con la parte que le corresponde, ya no tiene un papel en el proceso de la historia mundial. La sumersión en el proceso total previene el renacimiento cultural de las naciones, porque han agotado su creatividad en el crecimiento histórico del espíritu que los guía.